# Heinkel HE 8
Heinkel HE 8 var ett tyskt spaningsflygplan konstruerat av Ernst Heinkel för det danska marinflyget. Utöver Danmark köpte Jugoslavien ett flygplan som var i tjänst fram till 1941.
HE 8 var ett flottörförsett monoflygplan som konstruerades som ett marint spaningsflygplanan. De första sex flygplanen som levererades till Danska marinen tillverkades av Ernst Heinkel Flugzeugwerke i Warnemünde 1928. När behovet av flygplan ökade licenstillverkade Orlogsværftet ytterligare 16 flygplan mellan 1929 och 1938. Flygplanen gavs benämningen H.M. II, där H står för Hydroplan och M för monoplan, medan den romerska siffran två anger ett löpande nummer för flygplanstypen. Fyra flygplan försågs med rökutläggningsutrustning 1931. HE 8 är det flygplan som har haft längst tjänstgöringstid och den flygplanstyp som förekommit i störst antal inom den danska marinen.
Sedan flygplanen levererats till danska marinen placerades de vid 1. Luftflotille (Luftmarinestation Köpenhamn). Flera av flygplanen användes 1932 - 1938 i civila uppgifter, bland annat deltog två rödmålade flygplan i luftfotograferingen av Grönland för Geodætisk Instituts räkning. När marinen camouflagemålade sina stridsflygplan 1938, sparades den röda färgen på de två grönlandsflygplanen.

## 1940
I april 1940 förfogade 1. Luftflotille, med mobiliserad personal över 13 stycken H.M. II (Heinkel HE 8) spaningsflygplan samt 2 stycken H.B. III (Hawker Dantorp) torpedflygplan. Mellan 1 och 4 april genomfördes rutinspaning med start från isen utanför Köpenhamn. 3 april öppnade sig isen och man beslöt att omgruppera några flygplan. Två HE 8 sändes till Frederikshavn och ett HE 8 till Slipshavn 5 april för att spana efter minor i Stora Bält. Senare samma dag inställs all flygning från Köpenhamn på grund av drivis i Öresund. Det danska marinflyget blev inte beordrat att starta 9 april 1940. Sedan tyskarna ockuperat Danmark infördes flygförbud och alla flygplanen demonterades och placerades i ett magasin på Holmen. Tyskarna tog sig dock friheten att föra några motorer och andra tillbehör till Tyskland. Under en sabotageaktion 22 november 1943 förstördes hela magasinet och de nedmonterade flygplanen.